# Samir Badran
Samir Gustav Badran, tidigare Andersson, född 25 maj 1990 i Skarpnäcks församling i Stockholm, är en svensk TV-profil, artist och tidigare mäklare. Han har tillsammans med Viktor Frisk, som duon Samir & Viktor, deltagit i Melodifestivalen åren 2015, 2016, 2018 och 2024.

## Biografi

### Bakgrund
Samir Badran är uppvuxen i Linköping med far och mor. Hans far är av palestinskt ursprung. Samir Badran flyttade till Stockholm strax efter att han hade varit med i dokusåpan Paradise Hotel. Hans familj bor kvar i Linköping. Sommaren 2020 började han studera till mäklare och i januari 2022 började han arbeta som mäklare i Stockholm.

### Musikkarriär
Tillsammans med modebloggaren Viktor Frisk utgör han musikduon Samir & Viktor. I maj 2014 släppte de debutsingeln "Success" som blev etta på Itunes under sin första vecka.
Samir & Viktor tävlade i Melodifestivalen 2015 med låten "Groupie". Från den andra deltävlingen i Malmö (14 februari) gick de vidare till Andra chansen och sedan till final. Duon tävlade även i Melodifestivalen 2016 med låten "Bada nakna" och gick till final där de kom på 12:e plats. "Bada nakna" blev etta på Digilistan i februari 2016.

### Andra framträdanden
År 2013 deltog Badran i Paradise Hotel i TV3. Han medverkade även i Paradise Hotel 2014 under en vecka. Han ledde TV3 Plays Förspelet tillsammans med deltagaren Saga Scott, som letade deltagare till den kommande säsongen av Paradise Hotel.
Han var med i första avsnittet av TV3:s realityserie Parneviks 2015, och arbetade en period i USA för att utveckla kontaktnät och samarbeten. I september 2016 medverkade han i Fångarna på fortet. 2016 var också året när hans närvaro i sociala medier växte och han nådde en halv miljon följare på Instagram samt startade en Youtubekanal. 2017 deltog Badran i Let’s Dance där han slutade på sjätte plats. Mellan 2019 och 2021 var han bisittare till programledaren Pär Lernström i Talang. 2025 vann han Förrädarna tillsammans med Kaeli Abdi.

### Böcker
Badran har tillsammans med Viktor Frisk utgivit boken Samir & Viktor (2018) där duon berättar för Pascal Engman om livet som artister.

### Privatliv
I februari 2020 friade Badran till Julia Sundquist under direktsändningen av årets upplaga av Talang. De gifte sig den 4 juli 2025 på Högberga gård på Lidingö utanför Stockholm, efter att ha varit ett par i över sex års tid.

## TV
- 2013 – Paradise Hotel (TV-serie)
- 2014 – Plays (TV-serie)
- 2015 – Melodifestivalen (TV-serie)
- 2016 – Melodifestivalen (TV-serie)
- 2017 – Let's Dance (TV-serie)
- 2018 – Melodifestivalen (TV-serie)
- 2018 – Sveriges Bästa (TV-serie)
- 2018 – Klassfesten (TV-serie)
- 2019 – Talang (TV-serie)
- 2020 – Talang (TV-serie)
- 2021 – Talang (TV-serie)
- 2024 – Melodifestivalen (TV-serie)
- 2025 – Förrädarna, deltagare
- 2025 – Hela kändis-Sverige bakar, tävlande
- 2025 – Sveriges dummaste, tävlande